# Мусаев, Самар
Мусаев Самар (23 февраля 1927, Ат-Баши — 7 апреля 2010, Бишкек) — киргизский учёный-фольклорист, манасовед, заслуженный деятель науки Кыргызской Республики; один из самых видных исследователей эпоса «Манас» второй половины XX века. Заведующий сектора эпос «Манас» Института языка и литературы Академии наук Киргизской ССР — и в последующем, Кыргызской Республики — с 1965 по 2010 годы.

## Биография
Самар Мусаев родился 23 февраля 1924 года в селе Кара-Коюн Ат-Башинского района Киргизской ССР. В 1945 году после окончания средней школы поступил в Киргизский государственный пединститут на факультет киргизского языка и литературы.
В 1949 году, окончив с отличием названное учебное заведение, был оставлен на кафедре в качестве преподавателя. В 1950 году он был назначен заведующим вновь созданной кафедры киргизской литературы. За время работы в Киргизском пединституте он читает лекции по следующим дисциплинам: «Введение в литературоведение», «Киргизский фольклор», «Киргизская литература в 19-м веке», а также создает и становится автором школьной программы для 8-9-10 классов по киргизской литературе. Он также является автором учебника по киргизской литературе для 8-9 классов средних школ, изданного в 1950 году.
В 1964 году С. Мусаев защищает кандидатскую диссертацию по теме «Образ Каныкей в эпосе „Манас“». Это была первая диссертация, посвященная исследованию одной из научных проблем эпоса «Манас».
В 1965 году он избирается заведующим сектора эпос «Манас» Института языка и литературы Академии наук Киргизской ССР; на этой должности проработал 45 лет (до своей кончины в 2010 году). С первых дней своей работы в качестве заведующего сектора эпос «Манас» он формирует группу талантливых ученых и начинает системную и планомерную работу по сбору, изучению и изданию рукописей эпоса «Манас».
В 1967 году под руководством С. Мусаева изданы научные труды Ч. Валиханова, В. Радлова и ряда других известных исследователей, посвященные тем или иным проблемам эпоса «Манас». Параллельно проводилась большая, системная работа по сбору и записи вариантов эпоса «Манас» среди народа и от самих сказителей.
В 1978 году под руководством С. Мусаева была подготовлена и издана первая книга по варианту великого сказителя С. Орозбакова, в 1980 году издана вторая книга, а в 1981 году — третья книга.
В 1979 году была издана на русском, английском и немецком языках научная монография С. Мусаева «Эпос „Манас“». Позднее эта книга также была издана в КНР и Японии.
В 1986 году он издает эпос «Манас» в прозаическом изложении. Также сокращенное прозаическое изложение эпоса «Манас» на киргизском, русском и английском языках были выпущены им в 2003 году.
Под руководством С. Мусаева в 1995 году была подготовлена и издана уникальная работа — «Энциклопедия „Манаса“». В этом же году были изданы варианты эпосов «Семетей» и «Сейтек». При руководстве и активном участии С. Мусаева изданы в разные годы основные варианты великих сказителей «Манаса» С. Орозбакова и С. Каралаева.
Уже после смерти учёного, в 2014 году вышло в свет 9-ти томное издание эпоса «Манаса» по варианту С. Орозбакова — первое и единственное в своём роде ввиду масштаба работы — над которым С. Мусаев трудился последние 22 года своей жизни.
В статье академика Абдылдажана Акматалиева 2014 года о С. Мусаеве говорится (перевод с киргизского языка):
"В этом году Самару Мусаевичу исполнилось бы 90 лет. Теперь я с радостью сообщаю читателям, что наконец-то осуществилась цель Самара агайа и наша общая цель — академическое издание эпоса «Манас» великого манасчи Сагымбая Орозбакова, тексты которого Самар Мусаев читал, редактировал и готовил с оригиналов на арабской графике. В августе 2014 года это издание вышло в свет в виде девяти томов. Как жаль, что Самар агай, который еще в 1992 году поставил перед собой эту цель, не дожил до её воплощения спустя двадцать два года и не смог увидеть в руках плоды своего труда всей жизни! Огромный вклад Самара Мусаева в изучение «Манаса», особенно его работа над академическим изданием текстов Сагымбая Орозбакова, является значительным и вечным наследием для кыргызской культуры. Пока существует «Манас», будет жить и имя Самара Мусаева, а его светлый образ навсегда останется в истории Кыргызстана как неотъемлемая её часть."
В целом, С. Мусаевым опубликованы более 250 научных работ. Таким образом, Самар Мусаев внёс значительный научный вклад в изучение и издание эпоса «Манас», а также его популяризацию в мире.